# Dying of the light (Héroes)
"Dying of the light" (titulado "La luz que muere" en España) es el sexto episodio de la tercera temporada de la serie de televisión estadounidense Héroes.

## Resumen
Matt se encuentra con Daphne, quien trata de reclutarlo para Pinehearts, pero él se niega y le advierte que morirá en el futuro por causa de ellos. Ella no quiere escucharle y sigue con su trabajo de reclutar a los demás ofreciéndole lo mismo a Sylar, Mohinder y liberando a Flint de su celda. Más tarde Matt trata de convencerla de renunciar pero ella sigue negándose y escapa a toda velocidad.
Hiro usa sus poderes de detención del tiempo para volver dos horas, antes de que Ando fuera asesinado, para ayudarlo a fingir su muerte en sus manos. Una vez que convence a Daphne y ha Knox de su respectivos actos, es asignado a buscar a un precognitivo que resulta ser Usutu. Durante la cacería de Usutu Hiro se da cuenta de que este puede ver cada uno de sus movimientos golpeándolo, aun cuando viaja segundos antes de ser dejado inconsciente. Cuando se da cuenta de su error, decide hacerlo a la antigua y encuentra una pala y se dispone a golpear a Usutu cuando por fin este se rinde y le dice que todo eso fue una prueba diciéndole que comienza la segunda etapa.
Nathan y Tracy van con Mohinder en busca de unos cuantas respuestas pero cuando Mohinder se entera de que las habilidades de Tracy y Nathan son sintéticas decide experimentar con ellos. Cuando Tracy consigue engañarlos congela parcialmente a Mohinder y se dirige a liberar a Nathan pero en el progreso un malhumorado Mohinder les lanza una mesa exclamando «...no hemos acabado aún».
Claire y Sandra se disponen a recatar a Meredith de Eric pero este descubre sus planes y las encarcela, obligándolas a jugar un juego mortal dejándoselo toda al azar. Cuando le llega el turno a Sandra para disparar el arma, aprovechando que Doyle no tiene conocimientos de sus habilidades, le dispara a Claire y esta colapsa. Cuando se recupera golpea a Doyle y las libera, causando impresión en Noah por sus actos heroicos.
Por su parte Arthur sale del coma, en el momento en que Knox le trae a Adam, y Arthur Absorbe totalmente su habilidad, acabando por completo con la vida de este por su avanzada edad.
Peter es liberado de su celda por Sylar, quien le asegura que deben detener la persona que paralizó a su madre, pero Peter, aún con comportamientos derivados de su poder, deja inconsciente a Sylar y lo encarcela para más tarde huir a Pinehearts y descubrir que su padre está vivo. Al ocurrir el reencuentro Peter decide abrazar a su padre retorciéndose de dolor cuando lo hace y Arthur le asegura que sus poderes ahora le pertenecen.